# Lika Roman
Lika Viktorivna Roman (in ucraino Ліка Вікторівна Роман?; Užhorod, 12 maggio 1985) è una modella ucraina, eletta Miss Ucraina 2007. Ha successivamente rappresentato l'Ucraina a Miss Mondo 2007 che si è tenuto a Sanya, in Cina.   
Lika Roman ha studiato relazioni internazionali presso l'università Kiev Slavonic nella sua città. Il padre della Roman Victor è un musicista, mentre sua madre una disegnatrice di moda. Prima di essere eletta, Lika Roman lavorava come parrucchiera e studiava pianoforte.
Dopo la vittoria del concorso, la modella ha viaggiato a lungo negli Stati Uniti, per poi trasferirsi definitivamente a Kiev, la capitale dell'Ucraina, per proseguire la propria carriera di modella